# Національне шосе 5 (Естонія)
Національне шосе 5 (скорочено T5) — 184-кілометрова національна магістральна дорога в Естонії, яка проходить із заходу на схід. Шосе починається за Пярну. Після цього проходить головні міста – Вендра, Тюрі, Пайде та Раквере. Шосе закінчується в Симеру на перетині з T1.
Дорога утворює другорядну транспортну артерію з південного заходу на північний схід Естонії. У 2015 році найбільша інтенсивність трафіку на маршруті була між Симеру та Раквере, з AADT 6000. Ці показники майже перевершили показники між Пайде та Мяо з AADT 5900.
Дорога двопроїзна протяжністю 1,5 км. Коротку ділянку можна знайти на Mяo, на розв’язці з T2. Наразі подальше розширення дороги не планується.

## Опис маршруту
T5 — другорядний транспортний шлях із заходу на схід в Естонії, що з’єднує E67 з E20 по діагоналі через Естонію. Маршрут оминає більшість міст, проходячи лише через Тюрі. Шосе починається за Пярну на перехресті з T4. Дорога проходить паралельно річці Пярну до Урге, а на всьому своєму маршруті проходить на північний схід по діагоналі через Естонію. Дорога оминає район Вендра. У Рае дорога перетинає річку Пярну і знову йде паралельно їй із середнім кілометровим відривом. У Сяравете річка Пярну знову перетинається, і межі міста Türi перетинаються. Дорога утворює центральну магістраль Тюрі, також перетинаючись з T15. За межами Пайде дорога веде на об’їзну дорогу. Після Пайде знову перетинається річка Пярну. У Mäo дорога на 1,5 кілометра переходить у двосмугову смугу (шосе I класу), перетинаючись з T2.
У Росна-Алліку маршрут зупиняється паралельно річці Пярну (оскільки річка бере свій початок у Росна-Алліку). У Аравете дорога перетинається з T39. У Кяравете дорога перетинається з T13. Дорога трохи оминає Тапу. У Раквере маршрут слідує кільцевій дорозі Раквере, перетинаючи численні допоміжні маршрути. Дорога закінчується на перетині з T1 у Симеру.
Зараз на T5 немає камер контролю швидкості.

## Дивись також
- Автошляхи Естонії